# Bartleia jigurru
Bartleia jigurru är en ödleart som beskrevs av  Jeanette Adelaide Covacevich 1984. Bartleia jigurru ingår i släktet Bartleia och familjen skinkar. Inga underarter finns listade.